# アルフレッド・ラングラー
アルフレッド・ラングラー卿（Sir Alfred Langler、1865年5月5日 - 1928年3月26日）は、オーストラリアのジャーナリスト、および新聞編集長である。1916年から1927年まで編集長を務めたジ・ウェスト・オーストラリアンとは関係が長く続いた。
ラングラーはウィリアム・ラングラーとスザンナ（旧姓：コルトン）の息子として、イングランド南西部のデヴォン州イップルペンに生まれた。若年期に見習いジャーナリストとしてウェスタン・モーニング・ニュースに入社した。1890年には南オーストラリア州に移住し、地元の新聞社であるサウス・オーストラリアン・レジスターで働き始めた。1895年7月にパースに引っ越し、ジ・ウェスト・オーストラリアンの校閲者になり、1902年にジョン・ナンソンの後任として副編集長と論説委員に就任した。新聞社の重要人物が数名（共同所有者のチャールズ・ハーパー（1912年没）やジョン・ウィンスロップ・ハケット（1916年没）を含む）没した後に編集長に就任した。
前の所有者が没したにもかかわらず、ジ・ウェスト・オーストラリアンは外交官のウィリアム・シドニー・ロビンソンと財務官のウィリアム・バリューに62万5000オーストラリア・ポンドで購入される1926年まで転売しなかった。ラングラーは新しい持株会社であるジ・ウェスト・オーストラリアン新聞社の取締役会長となり、ハケットの遺言執行者として彼の財産資金の配分を監視した（西オーストラリア大学や聖公会パース管区への多額の寄付金を含む）。1927年の新年度叙勲において下級勲爵士の称号を創設したラングラーは認知症発症に伴い、同年にジ・ウェスト・オーストラリアン新聞社の取締役会長を退任した。1928年3月、気管支肺炎により63歳で没した。1893年にジョセフィーヌ・ラバートンと結婚し、2人の子供をもうけた。